# Юринецька сільська рада
Юрине́цька сільська́ ра́да — адміністративно-територіальна одиниця та орган місцевого самоврядування в Городоцькому районі Хмельницької області. Адміністративний центр — село Юринці.

## Загальні відомості
Юринецька сільська рада утворена в 1929 році.
- Територія ради: 61,23 км²
- Населення ради: 2 447 осіб (станом на 2001 рік)
- Територією ради протікають річки Сорока, Збруч

## Населені пункти
Сільській раді підпорядковані населені пункти:
- с. Юринці
- с. Зверхівці
- с. Олександрівка
- с. Покровка
- с. Сатанівка

## Історія
Юринецьку сільську раду утворено 1938 року. 1966 року ліквідовано сусідні сільські ради з центрами в селах Сатанівка, Зверхівці та Олександрівка. Ці села увійшли до складу Юринецької сільської ради.

## Склад ради
Рада складається з 18 депутатів та голови.
- Голова ради:
- Секретар ради: Восьмушко Валентина Іванівна

### Керівний склад попередніх скликань
- 1938–1953 — Дзюрман Данило Сильвестрович
- 1953–1968 — Терлецький Арсентій Михайлович
- 1968–1970 — Сельський Володимир Петрович
- 1970–1972 — Петричко Микола Матвійович
- 1972–1981 — Раціборинський Станіслав Улянович
- 1981–1987 — Манилюк Володимир Микитович
- 1987 — Комоса Володимир Микитович
- 1988–1998 — Зарічний Олександр Володимирович
- 1998–2001 — Оленич Микола Володимирович
- від 2001 — Осацький Юрій Володимирович

| Прізвище, ім'я, по батькові | Основні відомості                                                         | Дата обрання | Дата звільнення |
| --------------------------- | ------------------------------------------------------------------------- | ------------ | --------------- |
| Осацький Юрій Володимирович | Сільський голова, 1974 року народження, освіта вища, член Народної партії | 26.03.2006   | 31.10.2010      |
| Осацький Юрій Володимирович | Сільський голова, 1974 року народження, освіта вища, член Партії регіонів | 31.10.2010   | 07.11.2014      |

Примітка: таблиця складена за даними сайту Верховної Ради України

### Депутати
За результатами місцевих виборів 2010 року депутатами ради стали:

#### За суб'єктами висування
| Суб'єкт висування | Кількість обраних депутатів | %    |
| ----------------- | --------------------------- | ---- |
| Самовисування     | 13                          | 72,2 |
| Партія регіонів   | 4                           | 22,2 |
| Народна партія    | 1                           | 5,6  |

#### За округами
| № округу        | Прізвище, ім'я, по батькові       | Дата визнання обраним | Освіта             | Партійна приналежність | Відомості про обраного депутата             |
| --------------- | --------------------------------- | --------------------- | ------------------ | ---------------------- | ------------------------------------------- |
| Народна Партія  |                                   |                       |                    |                        |                                             |
| 7               | Восьмушко Валентина Іванівна      | 03.11.2010            | вища               | позапартійна           | Юринецька сільська рада, секретар           |
| Партія регіонів |                                   |                       |                    |                        |                                             |
| 1               | Паровий Анатолій Миколайович      | 03.11.2010            | вища               | член Партії регіонів   | Сатанівська ДЕД, інженер                    |
| 2               | Кухаришена Віра Анатоліївна       | 03.11.2010            | вища               | позапартійна           | Сатановещька загальноосвітня школа, вчитель |
| 4               | Опря Олександр Васильович         | 03.11.2010            | вища               | позапартійний          | Сатанівська загальноосвітня школа, вчитель  |
| 13              | Вільчинська Ірина Василівна       | 03.11.2010            | вища               | позапартійна           | Сатанівська загальноосвітня школа, вчитель  |
| Самовисування   |                                   |                       |                    |                        |                                             |
| 3               | Дрогоруб Алім Йосипович           | 03.11.2010            | середня            | позапартійний          | Санаторій «Збруч», робітник                 |
| 5               | Шварчевський Володимир Мар'янович | 03.11.2010            | вища               | позапартійний          | Санаторій «Збруч», оператор                 |
| 6               | Вадуцька Ірина Анатоліївна        | 03.11.2010            | вища               | позапартійна           | Юринецький ДНЗ, вихователь                  |
| 8               | Стоя Юрій Олександрович           | 03.11.2010            | середня спеціальна | позапартійний          | Санаторій «Товтри», робітник                |
| 9               | Маліскевич Олександр Олексійович  | 03.11.2010            | середня спеціальна | позапартійний          | тимчасово не працює                         |
| 10              | Зарічна Тетяна Станіславівна      | 03.11.2010            | вища               | позапартійна           | Юринецькаа сільська рада, землевпорядник    |
| 11              | Дрогоруб Антон Францович          | 03.11.2010            | середня            | позапартійний          | Санаторій «Збруч», оператор                 |
| 12              | Костюк Олександр Іванович         | 03.11.2010            | вища               | позапартійний          | Городоцький РЕМ, начальник дільниці         |
| 14              | Білоус Наталія Миколаївна         | 03.11.2010            | вища               | позапартійна           | тимчасово не працює                         |
| 15              | Кушнір Арсен Іванович             | 03.11.2010            | середня            | позапартійний          | Фермерське господарство, голова             |
| 16              | Бурсак Анатолій Олексійович       | 03.11.2010            | середня            | позапартійний          | пенсіонер                                   |
| 17              | Шовдра Олексій Олексійович        | 03.11.2010            | середня спеціальна | позапартійний          | тимчасово не працює                         |
| 18              | Чернецький Анатолій Анатолійович  | 03.11.2010            | середня спеціальна | позапартійний          | приватне підприємство                       |